# Gare de Saint-Sever (Calvados)
Gare de Saint-Sever vasútállomás Franciaországban, Saint-Sever-Calvados településen.

## Vasútvonalak
Az állomást az alábbi vasútvonalak érintik:
- Argentan–Granville-vasútvonal

## Kapcsolódó állomások
A vasútállomáshoz az alábbi állomások vannak a legközelebb:
- Gare de Vire
- Gare de Villedieu